# Concílio de Jamnia
Concílio de Jamnia, realizado em Yavneh, na Terra Santa, não foi um concílio aos moldes dos concílios de Nicéia e Trento, mas sim, uma escola rabínica que ocorreu entre o final do Século I d.C.  e o início do Século II d.C. A idéia de um “concílio” penetrou no vocabulário de todos através dos escritos do famoso historiador judeu H. Graetz, que foi o primeiro a chamar a Jâmnia um “sínodo”.

## Localização e participantes
A antiga cidade de Jamnia localizava-se na costa sudoeste da Palestina, onde atualmente situa-se a cidade de Yavne. Depois que os romanos conquistaram e destruíram Jerusalém e o templo, tornou-se um importante centro de influência da comunidade judaica; é o nome dado a um concílio que teria sido realizado no final do primeiro século sob a liderança do rabino Yochanan ben Zakai. Seus participantes foram, segundo o historiador judeu Heinrich Graetz, mestres adeptos de um grupo de hebreus devotos à Torá, os fariseus, e fortes opositores do Cristianismo.

## As questões doutrinárias

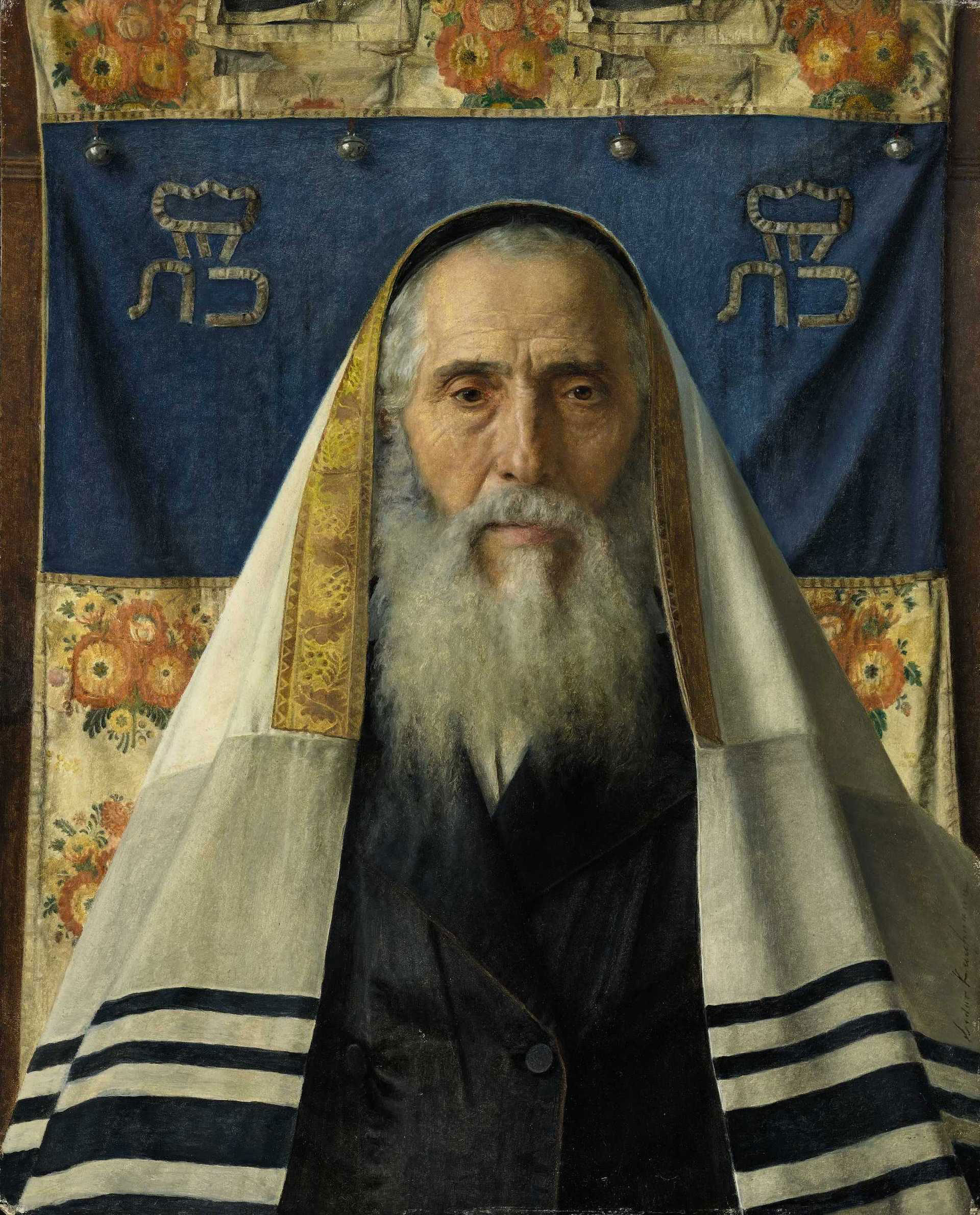
Retrato de um Rabino com o xale de oração, de Isidor Kaufmann

O Concílio de Jamnia teria sido proposto com a finalidade de dar um rumo para o Judaísmo, após a destruição do Templo de Jerusalém, no ano 70 d.C., e o advento da propagação da seita do Nazareno, cujos textos de seus célebres seguidores já estavam se popularizando como Escrituras Sagradas. Assim, nesse concílio regional, os participantes teriam decidido considerar como textos canônicos do Judaísmo apenas aqueles cujos originais tivessem sido compostos em língua hebraica, dentro dos limites da Terra Santa e que, no mínimo, remontassem ao tempo do profeta Esdras. Tais critérios canônicos, portanto, invalidavam para esse grupo não apenas os textos cristãos venerados pelas comunidades cristãs – visto que não eram, evidentemente, contemporâneos a Esdras, nem tinham sido compostos em hebraico, sendo que alguns foram elaborados fora das muralhas de Jerusalém.
Apesar de a crítica moderna afirmar que vários livros que constam no cânon hebraico são posteriores ao tempo de Esdras (como é o caso do Livro de Daniel, Crônicas, Cântico dos Cânticos, Eclesiastes), os estudiosos explicam que os fariseus não dispunham do método científico que existe hoje para datar uma obra, ou mesmo para atribuir-lhe autoria.
Os judeus alexandrinos, representados hoje pelo judaísmo etíope e judaísmo egípcio, reconhecem a Septuaginta como inspirada. Ela contém os livros deuterocanônicos (os que se encontram na Bíblia usada pela Igreja Católica). A preponderância do cânon de Jâmnia no Judaísmo moderno se deu pelo fato de os judeus da Europa, majoritários em Israel, seguirem esta tradição em detrimento da alexandrina.
Os Manuscritos do Mar Morto e de Massada mostram que entre os antigos judeus ainda não havia uma lista bíblica fixa ou instituída, pois o cânon da Septuaginta era usado entre os judeus de Israel e mesmo pelos apóstolos de Cristo ao seu tempo. Também após a morte dos apóstolos, os cristãos utilizaram-se desse cânon continuamente em suas comunidades.
O Concílio de Jâmnia rejeitou vários livros e demais escritos tradicionais, considerando-os como apócrifos. Houve muitos debates acerca da aprovação de vários livros. A tese de que o trabalho desse Concílio foi apenas ratificar aquilo que já era aceito por todos os judeus através dos séculos carece de fundamento científico e é rejeitada por quase todos os especialistas católicos, protestantes, ortodoxos ou judeus da diáspora.
Houve quatro critérios para que houvesse livros considerados inspirados. São eles:
1. Ser escrito em Hebraico;
2. Ser escrito dentro da Palestina;
3. Ter sido escrito até a volta do Exílio da Babilônia;
4. Estar de acordo com a Torah.

## Críticas à historicidade do Concílio

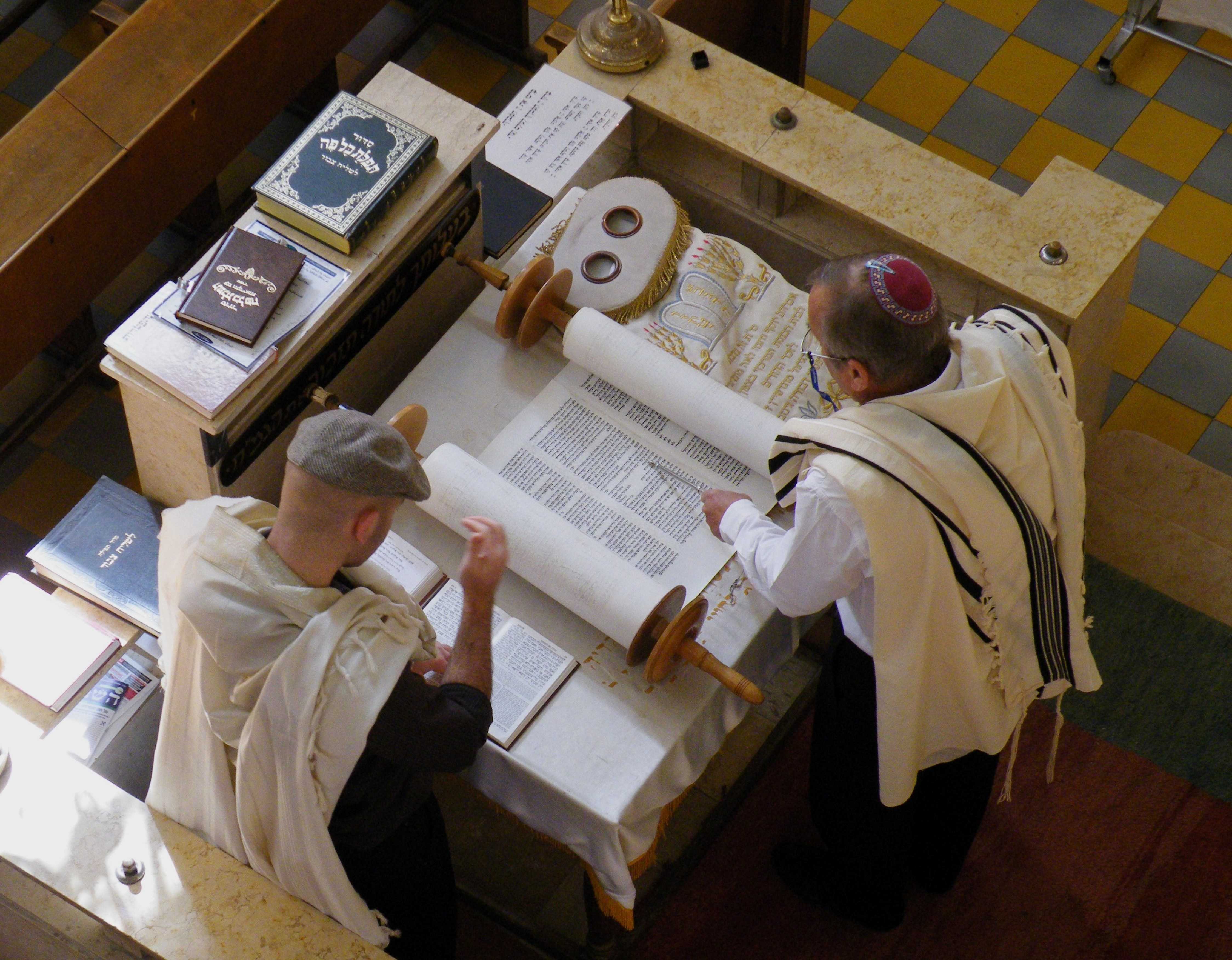
Leitura da Torá

Atualmente, não é um consenso sobre quando precisamente o cânon do Antigo Testamento tenha sido concluído. Neste sentido, o pesquisador americano Jacob Neusner publicou alguns livros entre 1987 e 1988 sustentando que a noção de um cânon bíblico no judaísmo rabínico não foi preeminente no segundo século, nem mesmo mais tarde e que, ao contrário, o conceito de Torá fora alargado para incluir a Mishná, a Tosefta, o Talmude e o Midrashim.
Jack P. Lewis escreveu que “O conceito do Concílio de Jâmnia é uma hipótese levantada para explicar a canonização dos Escritos (a terceira divisão da Bíblia hebraica) com a consequente conclusão do cânon judaico. (...) Estes debates em curso sugerem a escassez de provas nas quais a hipótese do Concílio de Jâmnia se assenta e levanta a questão para saber se a sua utilidade é válida e que não deva ser lançada ao limbo das hipóteses sem fundamento. Não é possível que se estabeleça um consenso tão-somente pela repetição da afirmação.”.